# Ушати гњурац
Ушати гњурац или славонски гњурац (лат. Podiceps auritus) је релативно мала и угрожена врста  птице водених станишта из породице Podicipedidae. Постоје две подврсте, П. а. auritus (славонски гњурац), који се гнезди у Евроазији, и P. а. cornutus (рогати гњурац), који се гнезди у Северној Америци. Евроазијска подврста је распрострањена у већем делу северне Европе и северне Азије, гнездећи се од Исланда на истоку до руског Далеког истока .  Северноамеричка подврста се простире на већи део Канаде и део Сједињених Држава.  Мала популација је наведена на Гренланду 1973. године,, али је каснији аутори нису мапирали нити даље помињали.
Амерички назив „рогати“ се односи на наранџасто-жуто перје које се налази изнад и иза очију и назива се „рогови“. Енглески назив, првобитно „Sclavonian“, први пут је потврдио Џорџ Монтагу у свом Орнитолошком речнику из 1802. године, од Sclavonia, старог имена за северну Пруску, а које се односи на главно подручје размножавања врсте у Европи; овај назив је Хартерт изменио (без икаквог разлога и појашњења) у садашњи „Slavonian“ 1912. године.

## Таксономија
Ушати гњурац је формално описан 1758. године од стране шведског природњака Карла фон Линеа у десетом издању његове „Systema Naturae“ под биномним називом Colymbus auritus. Карл фон Лине је одредио типски локалитет као Европу и Америку, али је то ограничено на Васу у Финској. Ушати гњурац је сада једна од девет врста смештених у род Podiceps, који је 1787. године увео енглески природњак Џон Латам. Име рода комбинује латинске речи podex што значи „отвор“ и pes што значи „стопало“. Специфични епитет auritus је латинског порекла и значи „са ушима“ или „дугим ушима“, а подврстни назив cornutus значи „рогат“.

## Опис
Ушати гњурац се може препознати по наранџасто-црвеном и црном гнездећем перју, црно-белом негнездећем перју и карактеристичним „роговима“. Ушати гњурац је 31-38 цм дугачак, има распон крила 55-74 цм и тежи 300-570 гр. Има умерено дуг врат, равно чело и задњу круну од црног перја. Кљун му је прав и шиљат, са белим врхом.
Гнездеће перје карактеришу светли усправни „рогови“, црно лепезасто перје на образима и свеукупну црвено-црну боју. Врат, бокови, леђа и горњи део груди су кестењасто смеђи, док су теме и леђа црни. Стомак је мутно беле боје. Мужјаци су за нијансу већи и светлији од женки, али се углавном не разликују.
Негнездеће перје је углавном црно-бело. Врат, груди и образи су бели, док су леђа и теме тупо црно-сиве боје. Граница између круне и образа протеже се у правој линији иза очију. Негнездеће перје нема „рогове“.
Младунци изгледају слично одраслим јединкама у негнездећем перју, осим што су мало тамније нијансе беле, а леђа су им смеђа. Линија која раздваја образе и теме је мање изражена, а кљун им је блеђи. Птићи су пахуљасти, са тамно сивим леђима, белим стомаком и изразитим црно-белим пругама на лицу и врату.

### Подврсте и распрострањеност
Прихваћене су две подврсте:
| Лето | Зима | Научно име                                   | Уобичајено име         | Летња дистрибуција | Зимска дистрибуција |
| ---- | ---- | -------------------------------------------- | ---------------------- | --- | --- |
|      |      | Podiceps auritus auritus ( Линнаеус, 1758)   | Славонски ушати гњурац | Мале популације на Исланду, у Шкотској и Норвешкој, и екстензивно од Шведске на исток преко Русије, северног Казахстана и северозападне Монголије до руског Далеког истока на југу Чукотке, Сахалина и полуострва Камчатка (источна Русија)                                                                      | Приобалне воде атлантске обале Европе од Исланда и Норвешке на југу до северозападне Француске, у источном Средоземном мору, Црном мору и Каспијском језеру, и пацифичке обале Азије од северног Јапана, Кореје, на југу до источне Кине. |
|      |      | Podiceps auritus cornutus (Гмелин, ЈФ, 1789) | Ушати гњурац           | Субарктички јужни и централни део копна Аљаске, централна и западна Канада од Јукона источно до северозападног Онтарија, али и мала раздвојена популација на Магдаленским острвима у заливу Сент Лоренс у Квебеку, и северни део западно-централних суседних држава САД од североисточног Вашингтона до Минесоте | Приобалне воде пацифичке и атлантске обале Северне Америке, од јужне Аљаске на југу до Калифорније и северног Калифорнијског залива, и Нове Шкотске на југу до Тексаса.                                                                   |

Подврсте су физички сличне по мерама, али се суптилно разликују по перју, при чему је Podiceps auritus auritus тамнији, са црњим леђима и круном, и наранџасто-жутим бочним праменовима на круни у гнездећем перју; а Podiceps auritus cornuta је блеђи, са сивљим леђима и круном, и сламнато-жутим праменовима.
Трећа подврста , Podiceps auritus arcticus Boie, 1822, понекад је прихваћена за популацију на обали Норвешке, Исланда и Шкотске, али се сада третира као синоним за номинатну Podiceps auritus auritus.
У негнездећем перју, може да се замени са црновратим гњурцем, који је само мало мањи по величини и има сличну боју, али се разликује по стрмијем челу, виткијем, благо подигнутом кљуну, тамнијим образима и пахуљастијој задњици.

### Оглашавање
Младунци почињу да се оглашавају у сврху прошења благо трилерским пиштањем, сличним звуку домаћег пилета. Како сазревају, њихова песма се мења у оглашавање сличније одраслима. Њихово типично оглашавање је гласан и назалан „аррр“ који се спушта у висини тона и завршава се трилером. Ушати гњурци користе друга оглашавања током гнежђења, узбуне и церемонија парења који се мало разликују од оглашавајућег зова. Ушати гњурци су изузетно гласни током размножавања, успостављања територије и одбране. Њихова песма је пригушена током јесење миграције и на местима зимовања.

## Станиште
Ушати гњурац се првенствено гнезди у бореалним и субарктичким регионима са периодом у коме нема мраза од око 90 дана или мање, али и у умереним зонама, укључујући прерије и паркове. Размножавају се у малим до средње великим (0,5-10 хектара) плитким слатководним барама, мочварама и плитким заливима на ивицама језера са подручјима изникле вегетације. Више воле језера дубља од 2,5 м, са потопљеном вегетацијом, него гола шљунковита, муљевита или блатњава језерска дна, и маргиналну вегетацију са шашом, рогозом и шеваром, заједно са великим површинама отворене воде. Ово станиште пружа погодно место за материјал за гнездо, сидриште, скривање и заштиту за младе. Такође користи језера окружена дрвећем или шумом.
Током миграције, заустављаће се дуж језера, река и мочвара. Након миграције, зимују у морским срединама, укључујући естуаре и заливе или пешчане плаже; на неким местима, на пример у Норвешкој, велики број се окупља на језерима у унутрашњости.

## Понашање

### Исхрана и храњење
Ушати гњурци роне под водом користећи своја велика стопала за окретно маневрисање како би се хранили воденим зглавкарима, рибама и раковима. Такође ће хватати и инсекте у ваздуху на површини воде. Под водом гутају или хватају велики плен и поново израњају на површину како би манипулисали рибом главом напред. Обично се хране сами или у малим групама до пет јединки. Током лета, водени и ваздушни зглавкари су преферирани, док зимска селекција фаворизује рибе и ракове.
Ушати гњурац има јединствену адаптацију за гутање целе рибе. Једу сопствено перје од малих ногу, тако да им желудац има замршен чеп који функционише као филтер и задржава рибље кости док се не сваре.

### Гнежђење
Ушати гњурци су моногамни и развијају свој однос кроз сложене рутине парења. Постоје четири церемоније везивања парова: церемонија открића, церемонија спавања, церемонија одмахивања главом и церемонија тријумфа. Церемонија откривања почиње рекламним приказима, који укључују усправан став, подигнуте „рогове“ и оглашавање њиховог рекламног позива. Затим, и мужјак и женка учествују у налетима пингвинског плеса и дотеривања. Ова почетна церемонија спајања пара служи да се осигура исправна идентификација врсте, пола и компатибилности. Церемонија уклањања корова следи након завршетка успешне церемоније открића. Мужјак и женка ће заронити, сакупити коров и изронити синхронизовано. Пар ће се приближити груди уз груди са својим коровом, а затим се окренути један поред другог да би наставили да пливају. Ова навала корова може се наставити више пута док обе јединке не буду задовољне. Коначно, церемонија одмахивања главом и церемонија тријумфа се изводе првенствено за већ успостављене парове. Када до парења дође, она се увек дешава на платформи-гнезду коју је изградио пар.
Ушати гњурци обично стижу на места за гнежђење у паровима или сами како би потражили партнера у пролеће или рано лето. Пар се може гнездити потпуно сам или у растреситој колонији која обично садржи приближно 20 парова за размножавање, при чему сваки пар гнезди на извесној удаљености од осталих. Током гнежђења, познато је да ушати гњурци веома агресивно бране своја гнезда. Гнезда се граде од биљне материје и најчешће су причвршћена за изниклу вегетацију, иначе изграђену на копну или у плиткој отвореној води. У зависности од локације, јаја се полажу између априла и септембра, при чему је јун најчешћи месец. Женка полаже једно легло од три до осам јаја, која су беле, смеђе или плавкастозелене боје. Ова јаја мере 58 x 39 мм у просеку. И мужјаци и женке деле време инкубације од 22 до 25 дана. Када се млади излегу, могу да пливају и роне у првих неколико дана, мада их родитељи морају грејати до 14 дана. Током овог периода, младе птиће често можемо видети како јашу на леђима својих родитеља који пливају, тачно између крила и леђа. Касније ће ушати гњурац полетети први пут у старости од 55–60 дана. Врста коначно достиже полну зрелост са две године.

## Статус заштите
Укупна северноамеричка популација процењује се на између 200.000 и 500.000 јединки, а евроазијска популација на 12.900 до 18.500 зрелих јединки. Глобална популација је смањена за 30% у последње три деценије, а у Северној Америци за 79%. То је првенствено због људског узнемиравања, шумарских операција око места за размножавање, променљивих нивоа воде и порибљавања језера калифорнијском пастрмком која се такмичи са ушатим гњурцима за водене инсекте. Такође се често хватају у мреже, подложне су изливању нафте и болестима. Између 1985. и 2001. године, исушивање травнатих површина и мочвара чинило је 5% глобалног губитка станишта. Западноканадска популација је наведена као врста од посебне забринутости, а популација која се размножава на Магдаленским острвима је наведена као угрожена. Због глобалног загревања, Међународна унија за заштиту природе је 2015. године подигла статус са најмање угроженог таксона на рањиви таксон, што је резултирало акционим плановима за заштиту и истраживање. Мала популација у северној Шкотској је у озбиљном опадању, са само 26 парова у 2021. години, што је пад од 58% у односу на претходних 26 година.

## Фосили
Неколико фосилних врста, као што је из плиоцена Podiceps howardae, Podiceps pisanus и Podiceps solidus и плеистоценски Podiceps dixi је да су сродни или можда неки од њих потичу од прехолоценског материјала ушатог гњурца. Међутим, док се Podiceps howardae и Podiceps dixi редовно препознају као фосилни материјал уштог гњурца од стране неких аутора, за Podiceps pisanus и Podiceps solidus се тврди да су валидне врсте које су блиске пореклу ушатог гњурца.